# Pyridoxine
La pyridoxine est avec la pyridoxamine et le pyridoxal, une des formes de la vitamine B6. Elle est classée "A" au niveau de sa sécurité fœtale par le guide de référence Briggs sur le risque fœtal et néonatal.
Elle fait partie de la liste des médicaments essentiels de l'Organisation mondiale de la santé (liste mise à jour en avril 2013).